# El Golfo, Mexiko
El Golfo är en ort i Mexiko.   Den ligger i kommunen Pijijiapan och delstaten Chiapas, i den sydöstra delen av landet, 700 km sydost om huvudstaden Mexico City. El Golfo ligger 19 meter över havet och antalet invånare är 122.
Terrängen runt El Golfo är platt åt sydväst, men åt nordost är den kuperad. Runt El Golfo är det ganska glesbefolkat, med 28 invånare per kvadratkilometer. Närmaste större samhälle är Pijijiapan, 9,6 km öster om El Golfo. Omgivningarna runt El Golfo är en mosaik av jordbruksmark och naturlig växtlighet.